# Petőfi-fa (Nagyar)
A Petőfi-fa vagy Petőfi fája (ahogyan a népnyelv nevezi), egy 6 méter törzskerületű, 25 méter magas elpusztult tölgyfa csonk Nagyar település határában, ahol a hagyomány szerint Petőfi Sándor a valaha hatalmas lombkoronájú fa alatt, vagy annak közelében írta, illetve ez a környék ihlette A Tisza című versét. Az egykori ártéri tölgyeserdőből megmaradt több mint 200 éves kocsányos tölgy, a Nagyari-Túr partja közelében áll és 1961 óta védett. A község Petőfi emlékéhez méltóan rendezetté tette a fa környezetét és az irodalmi emlékhelyként is számon tartott területen, egy emlékkertet alakítottak ki.

## Története

### Előzmény
1846 nyarán Petőfi Sándor íróbarátja, a későbbi márciusi ifjú Obernyik Károly biztatására, Szatmár vármegyei körútra indult. Feltételezések szerint, a Himnusz költőjének sírját is felkereső Petőfi, általa ismerkedett meg a csekei Kende Lajossal, majd Luby Zsigmonddal, Kende Lajos nagyari unokatestvérével. Petőfi Sándor és Luby Zsigmond között hamarosan barátság szövődött. Ezt követően Luby Zsigmond és testvére Luby János földesurak, több alkalommal is vendégül látták Petőfit a nagyari kúriában, 1846. augusztusának utolsó napjaiban.

### A táj ihlette vers
E hely közelében lévő sebes folyású Kis-Túr és a Tisza találkozási pontja – amely néhány méter eltéréssel napjainkban is ugyanott van, mint akkoriban volt – és a szépségével rabul ejtő táj inspirálta a költőt, A Tisza című versének megírására. A költeményt Petőfi ugyan Pesten keltezte 1847. februárjában, de a verset ihlető természeti környezet, egy az 1850-es évek közepén osztrák szakemberek által készített II. katonai felmérés térképe alapján, teljes mértékben beazonosítható. A versben bemutatott nagyari tájék, még a folyó szabályozása előtti vadregényes képét mutatja be. A Megállék a kanyargó Tiszánál / Ott, hol a kis Túr siet beléje,; ...a Tisza tulsó partján; Látni távol kis falucska tornyát; (ez a kis falu a torkolattól látható tarpai református templom tornya), ...a mármarosi bércek (tiszta időben valóban látni lehetett a Máramarosi-havasok csúcsát is) Nagyarról) és Nagy távolban a malom zugása (A Túr-torkolattal csaknem szemközt akkoriban a Lubyak vízimalma zúgott) versrészletek mind azt igazolják, hogy Petőfi A Tisza című költeményében nem egy elképzelt tájat festett le, hanem valóban a Nagyarban látottakat örökítette meg. A vers múlt időben íródott tehát valószínűsíthető, hogy Pesten írta meg, de egy korábbi élményére támaszkodva, méghozzá a Tisza-parti Nagyarban tett látogatása során.

### A Petőfi-fa legendája
Petőfi Nagyarban tett látogatásainak tényéről, hiteles dokumentumok és a Lubyak által őrzött leveleken túl a népi emlékezet is tanúskodik. A falu egykori lakói ugyanis tudni vélték, hogy Petőfi Sándor a község Cseke (ma Szatmárcseke) felőli végén álló, hatalmas lombkoronájú kocsányos tölgye alatt írta meg A Tisza című versét. A helyiek generációról generációra adták tovább egymásnak a történetet. A visszaemlékezések szerint, a községben már az 1880-as évektől kialakult a Petőfi-fa kultusza. Abban az időben ugyan több hasonló fa is állt ezen a környéken, de ez az óriási lombkoronájú tölgyfa, mindvégig nagy becsben maradt és óvták a falu lakói. Feltételezhetően ebből mindössze annyi lehet a valóság, hogy Petőfi Csekébe menet, vagy esetleg onnan jövet megpihenhetett egy a Túr folyó mentén, akkoriban még számos hasonló fa társaságában álló öreg tölgy alatt, és az itteni táj adta számára verséhez az élményanyagot.

### A tölgyfa sorsa
A költő emlékezetére a község ezt a fát Petőfi-fának nevezte el, majd később körbekerítették, 
a tövéhez virágokat ültettek és emléktáblával látták el. A több mint kétszáz éves tölgyet hosszas betegség sújtotta, melynek következtében a lombkorona fél oldala elpusztult, majd egy vihar a másik felét roppantotta le. Az idős fa később egy felelőtlen tűzgyújtástól szenvedett károkat, végül 1995-ben egy villámcsapást követően teljesen kipusztult.

## A fa környéke napjainkban
Az egykori, Nagyar-Kisar Közös Községi Tanács 1988-ban a Petőfi-fa terméséből új facsemetét hajtatott, és a kis tölgyet a beteg „szülő” mögé ültette. Majd a kisújszállási Városvédő Egyesület nemes cselekedetének köszönhetően, az eredeti tölgy utolsó makkterméséből nevelt egy újabb utódot, amit 1999-ben visszajuttattak az „anyafa” környezetébe. Így napjainkban két, csaknem egyidős utódfa őrzi Petőfi Nagyarban jártának emlékét és a fához kapcsolt legendát.
Azóta a fa környezetében kialakított parkban, a Luby Társaság több Kárpát-medencei település képviseletével közösen, számos Petőfi-emlékfát elhelyezett. Nagyar Község Önkormányzata Petőfi emlékéhez méltóan rendezetté tette a fa környékét és egy kulturált pihenőhelyet alakított ki. Az emlékkert látogatóit faragott fakapu várja, tábla ismerteti az öreg tölgy természeti értékét és azt, hogy irodalmi emlékhelyként számon tartott a terület. A fa közelében kellemes, árnyas pihenőhelyek, padok és játszótér is található.

### A Kárpát-medencei Petőfi-fák emlékkertje
2014. szeptember 6-án avatták fel a nagyari Petőfi-fa környezetében, a Kárpát-medencei Petőfi-fák emlékkertjét, amelyben a nagyariak által ültetett, a Luby család kedvelt, egyben életfaként is tisztelt gingko biloba fája mellé, a Petőfi-Emlékfákat őrző települések az ottani testvérfák csemetéit ültették el. Így Eperjes az eperjesi bükk testvérfáját, Székelykeresztúr a székelykeresztúri vadkörte testvérfáját, Koltó a koltói somfa testvérfáját, Dömsöd pedig az ottani Petőfi-fa (tölgy) testvérfáját ültette el. A kis fák tövéhez egy-egy maréknyi Duna menti, felvidéki, partiumi és erdélyi föld is került. Az esemény emlékére egy tulipánt formázó Petőfi-emlékoszlopot állítottak, valamint az újonnan elültetett fák elé, emléktáblákat helyeztek.

## Képgaléria

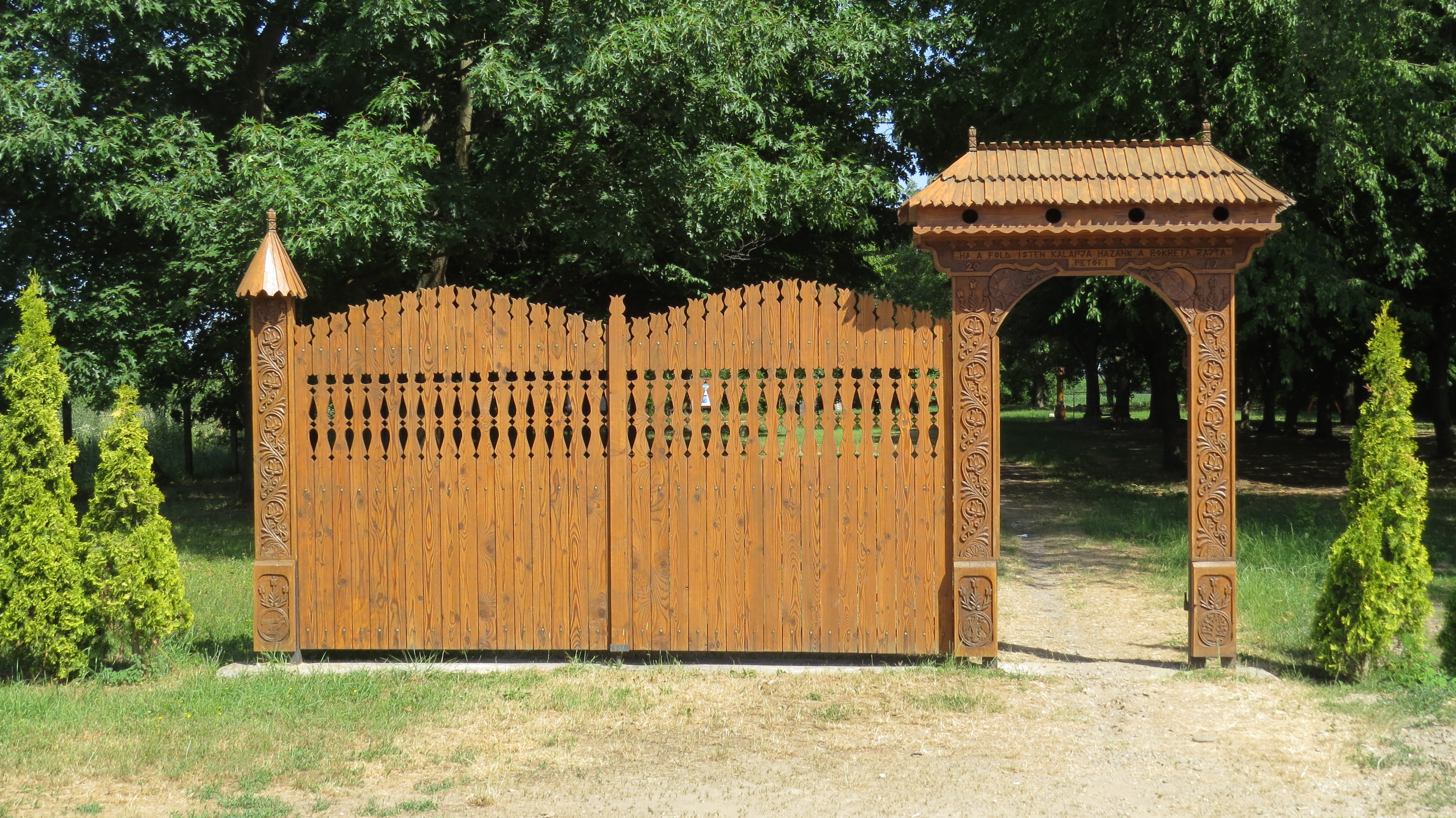
Az emlékkert bejáratának faragott kapuja
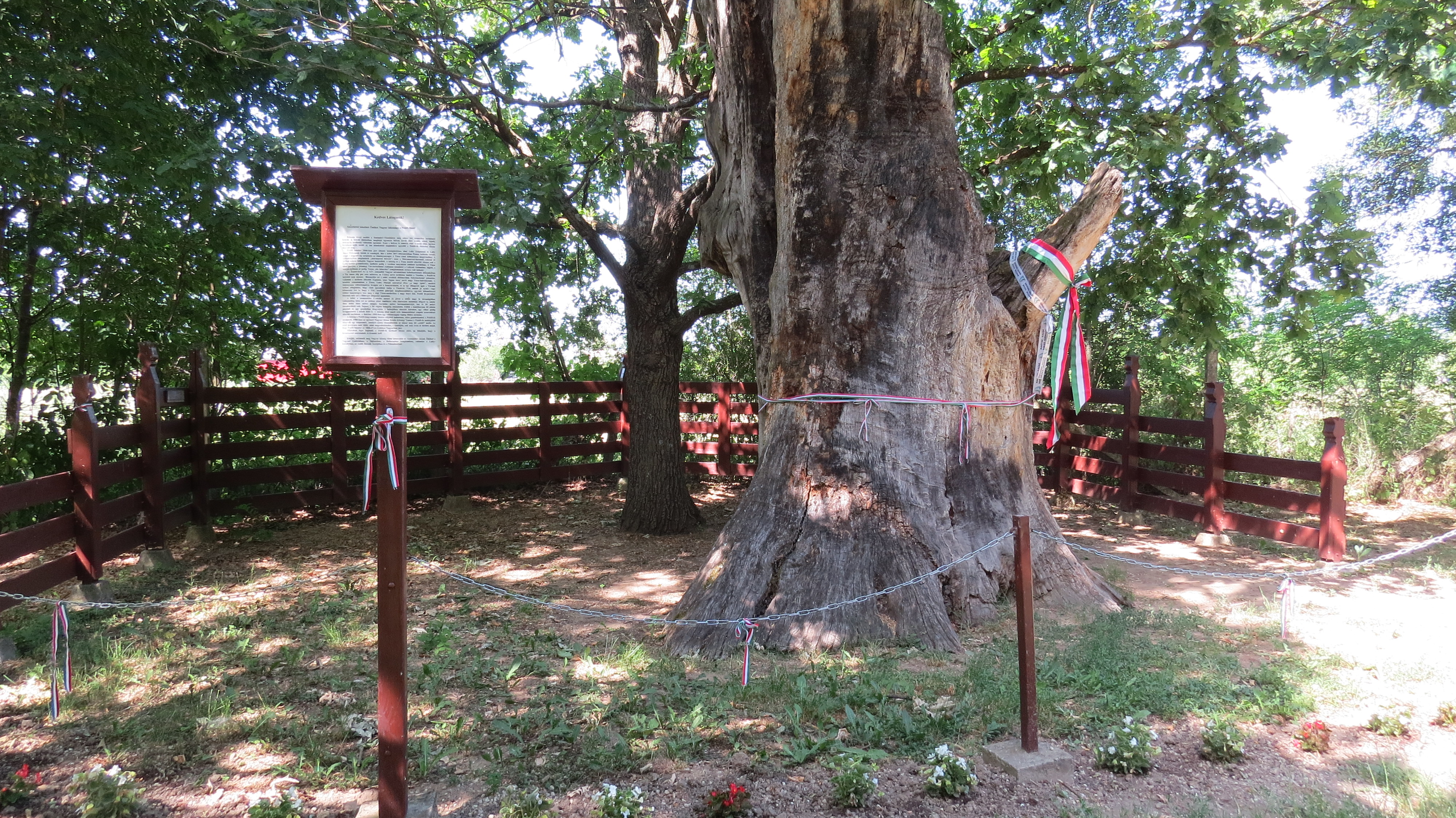
A körbekerített Petőfi-fa
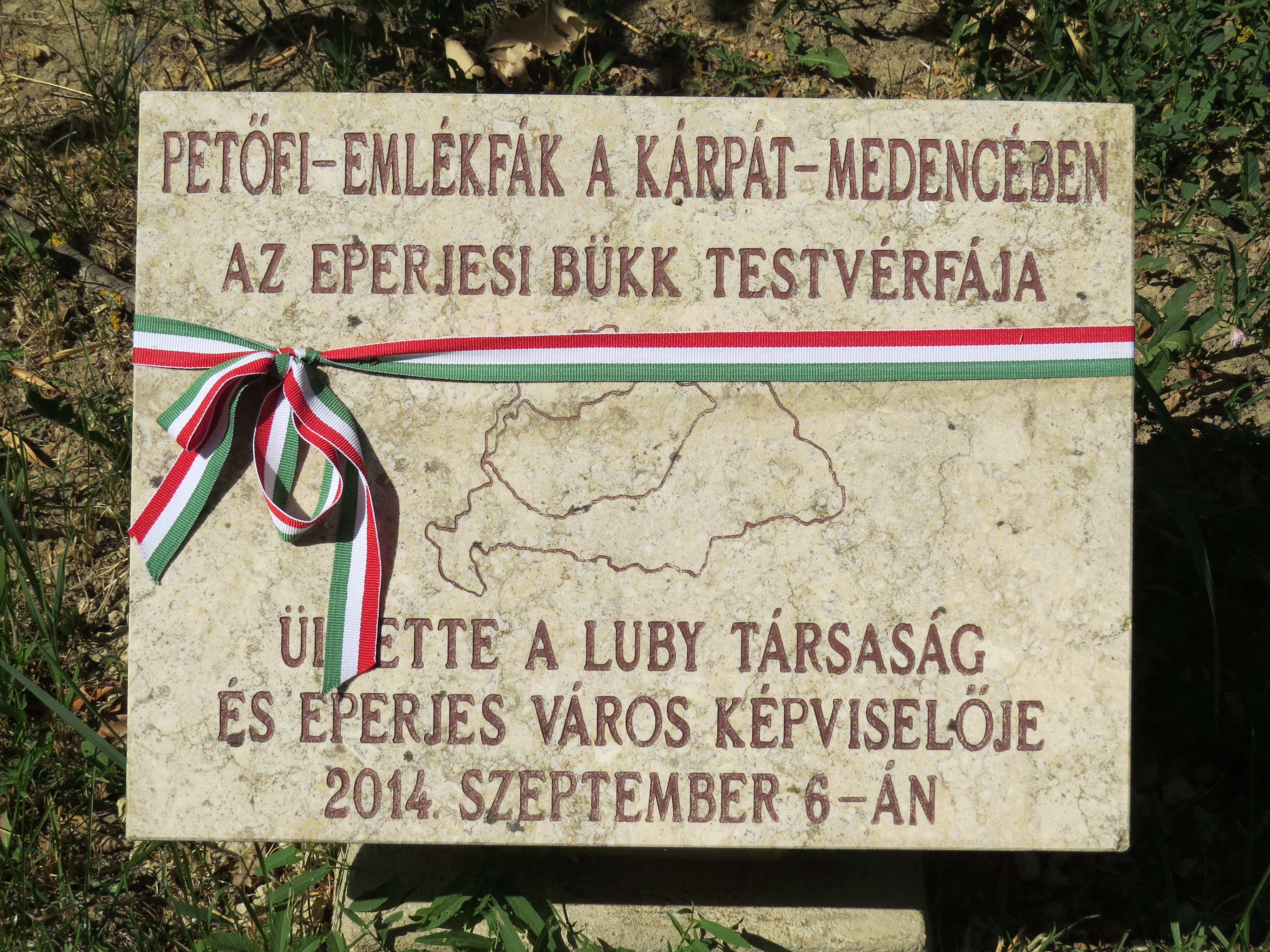
Az eperjesi bükk emléktáblája
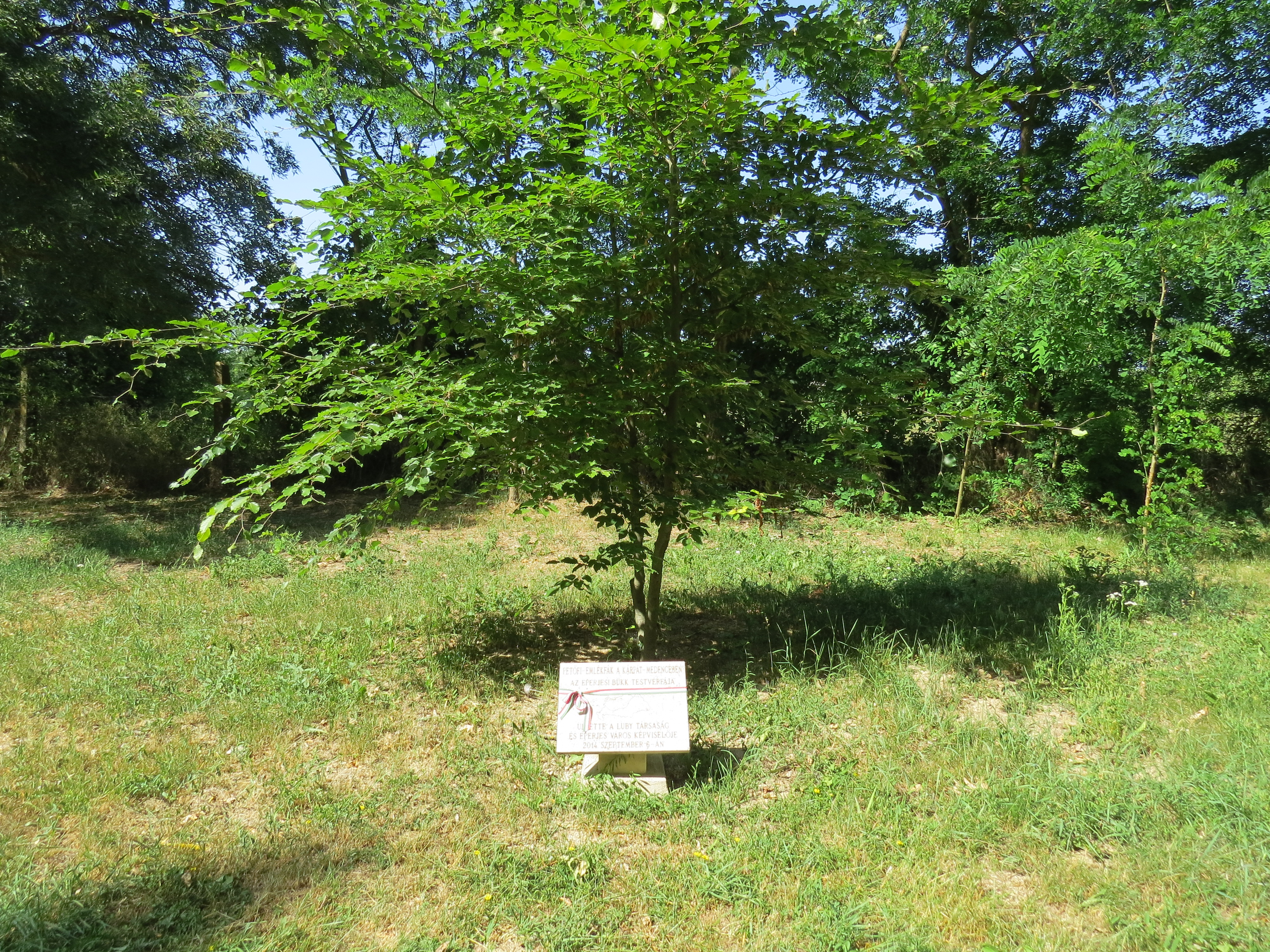
Az eperjesi bükk testvérfája
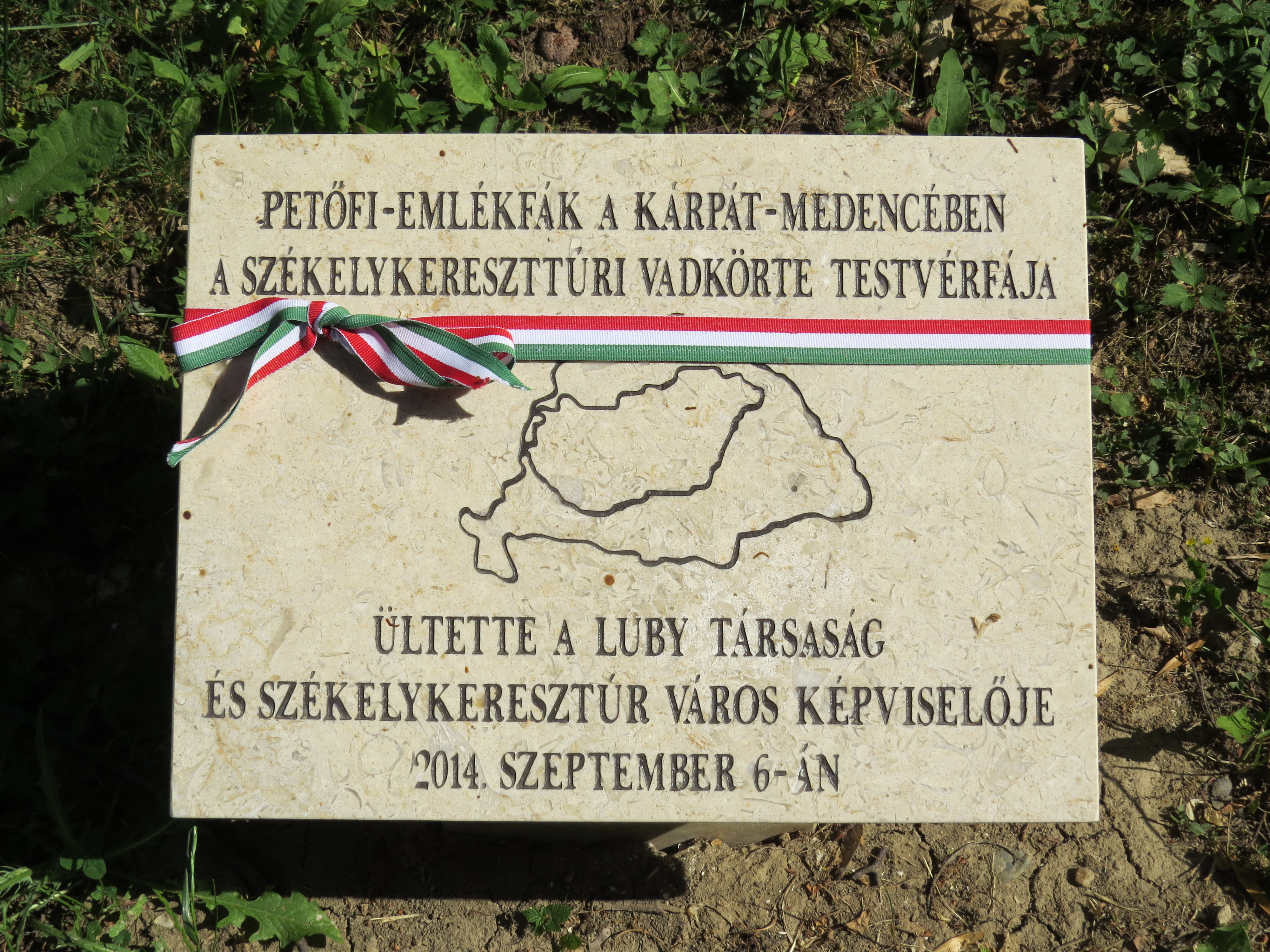
A székelykeresztúri vadkörte emléktáblája
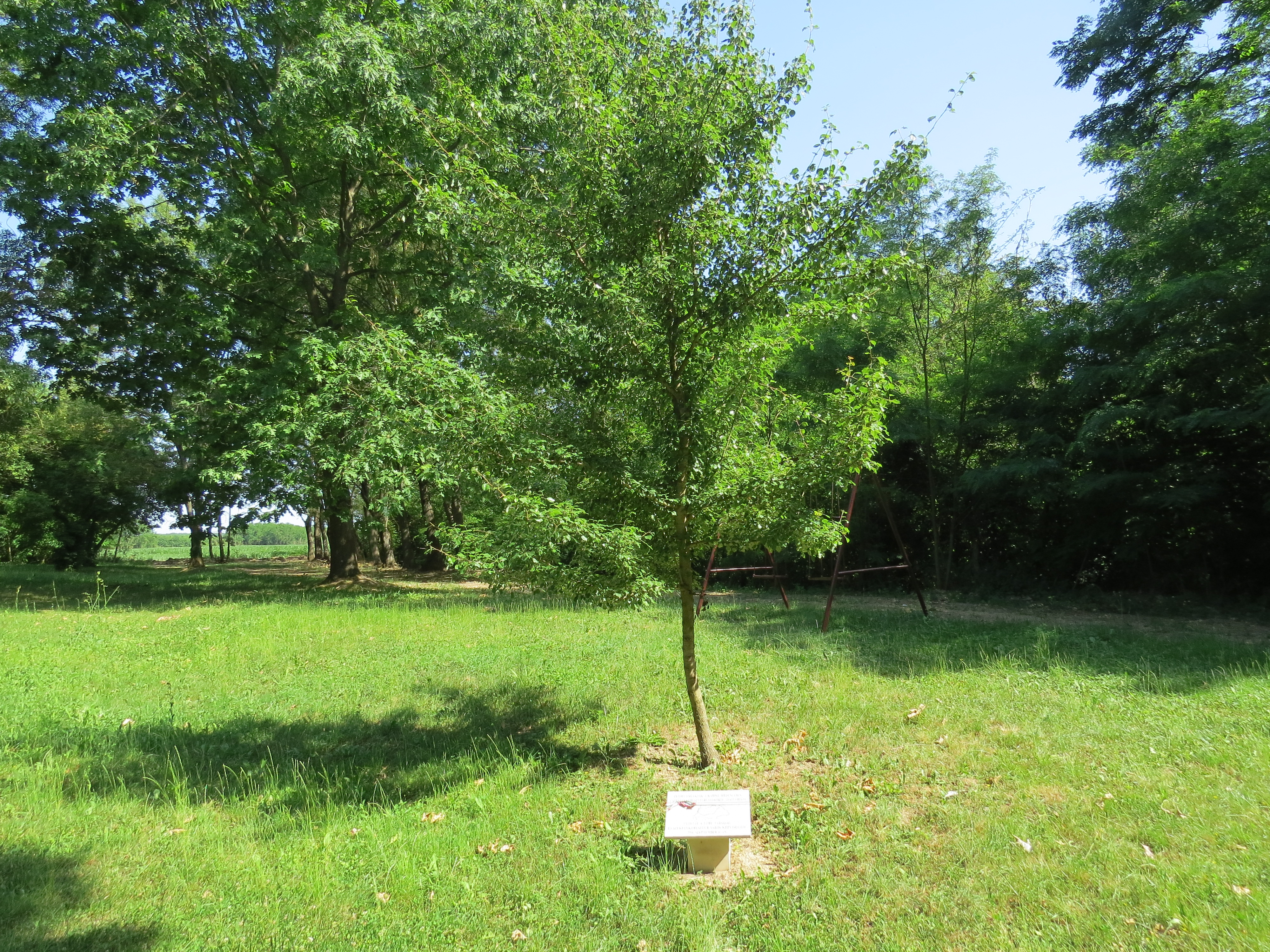
A székelykeresztúri vadkörte testvérfája
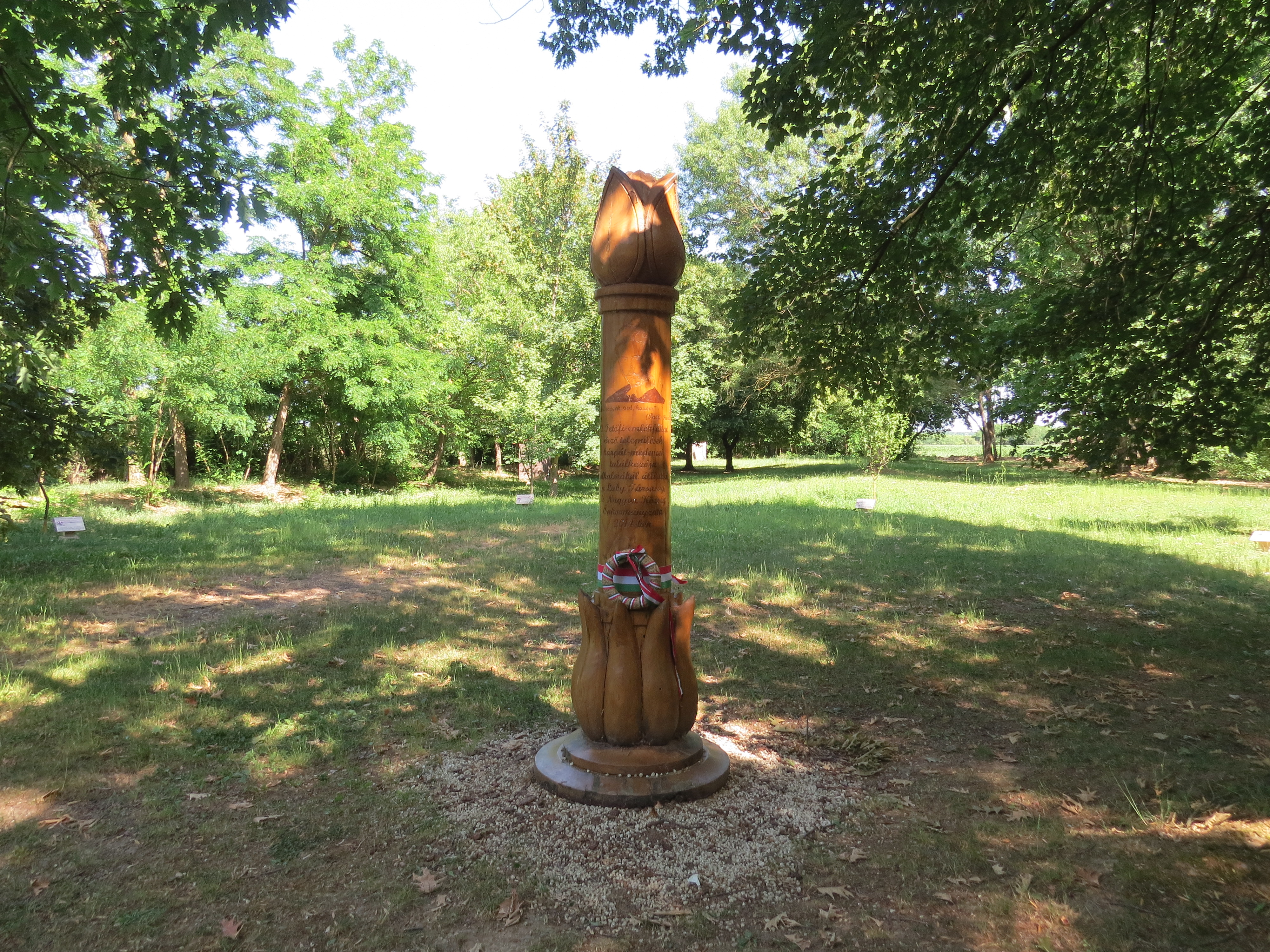
A 2014-ben állított Petőfi-emlékoszlop
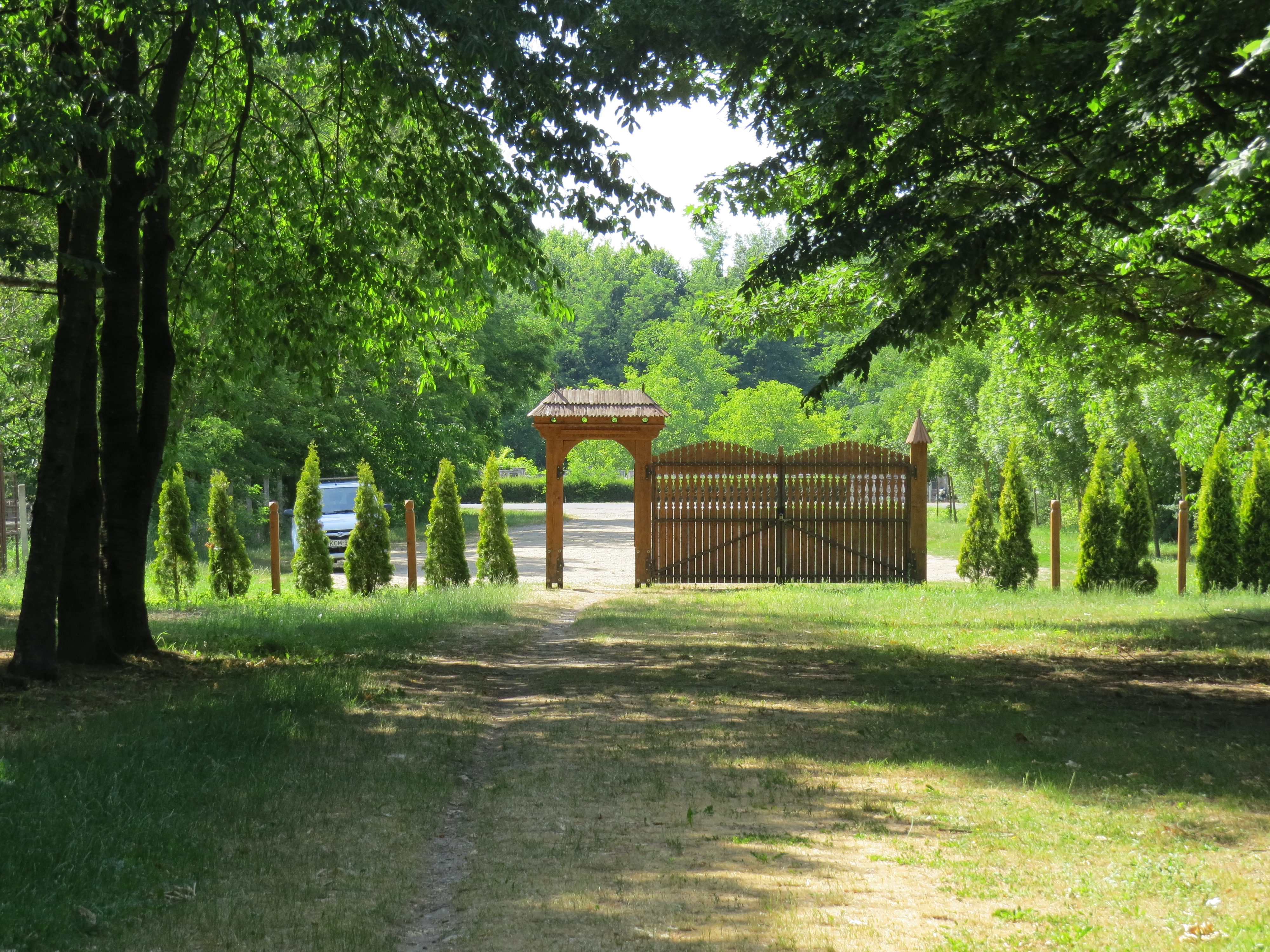
Az emlékkert faragott kapuja a Petőfi-fa felől